# Ridge Racer
Ridge Racer (リッジレーサー?, Rijji Rēsā) è un videogioco arcade del 1993 sviluppato da Namco, primo capitolo dell'omonima serie di simulatori di guida. L'anno successivo uscì una conversione come titolo di lancio per la PlayStation, pubblicata in Europa da Sony Computer Entertainment Europe.

## Modalità di gioco
Ridge Racer è un simulatore di guida arcade con visuale in prima persona dal cofano, simile a Daytona USA, in cui è possibile controllare una delle tredici macchine in lizza lungo un circuito cittadino che può essere anche percorso in senso inverso. Il videogioco introduce anche il drifting, rimosso nelle più recenti incarnazioni della serie. Il giocatore controlla una vettura di colore rosso appartenente all'inesistente scuderia Team F/A (riferimento a Fighter & Attacker della stessa Namco) che affronta le squadre avversarie i cui nomi sono ispirati ai videogiochi arcade dell'azienda quali Gaplus, Dig Dug, Mappy e Rally-X.
Il circuito è in sostanza uno solo, ma affrontabile in modalità novizio, intermediato o avanzato. In modalità avanzata viene aperto un bivio per accedere a una sezione con una sequenza di curve molto difficili. Inoltre in modalità intermedia e avanzata è presente lo scorrere del tempo, che mostra il percorso anche di notte e all'alba.
A suo tempo fu uno dei titoli più impressionanti dal punto di vista tecnico, grazie al texture mapping molto dettagliato, all'efficace goraud shading e alla fluidità dell'azione, in grado di scorrere a ben 60 fps.
Altre caratteristiche tipiche di questo videogioco e dei suoi sequel sono le musiche di sottofondo di genere techno ballabile e la voce che commenta le prestazioni di guida durante il gioco.
Il cabinato è del tipo con seduta, dotato di volante, tre pedali e leva del cambio a sei marce.
Namco realizzò anche una stravagante versione Full Scale, che al posto del cabinato con seduta utilizzava una vera Mazda MX-5 Miata decappottata con guida a destra; il videogioco, proiettato su un enorme triplo schermo di fronte all'auto, veniva controllato tramite i comandi di serie dell'auto, gli indicatori del cruscotto erano funzionanti e usciva aria dai bocchettoni per simulare la velocità.

## Conversioni
Ridge Racer venne convertito per PlayStation dallo stesso team di sviluppo della versione arcade nel 1994 in occasione del lancio della console Sony in Giappone.
La potenza 3D della console garantiva un porting molto fedele all'originale arcade da sala, anche se la versione casalinga presentava texture a minore risoluzione, scrolling meno fluido (30 FPS), scelta più vasta di automobili e possibilità di cambio visuale, ma per il resto il titolo è uguale in tutto e per tutto a quello della sala giochi. Dopo questa conversione le successive versioni arcade e le successive versioni per console seguirono due strade differenti con l'unica eccezione di Ridge Racer V.
In Ridge Racer Type 4 per PlayStation venne poi inclusa la possibilità di giocare anche a un aggiornamento del primo Ridge Racer, ora in grado di girare a 60 fps come l'originale arcade.